# Samantha Ferris
Pour les articles homonymes, voir Ferris.
Samantha Ferris est une actrice canadienne née le 2 novembre 1968 à Vancouver.

## Carrière
Samantha Ferris a commencé sa carrière comme animatrice de radio et au milieu des années 1990 était reporter pour la télévision. Après la mort de son père, elle décide de changer de métier et de devenir actrice.

## Filmographie

### Au cinéma
- 2007 : Le Chantage de Mike Barker : Diane
- 2009 : Grace de Paul Solet : Patricia Lang
- 2012 : The Secret de Pascal Laugier : Tracy

### À la télévision

#### Séries télévisées
- 1999 : Stargate SG-1, 2 épisodes : Dr Raully
- 2004 : Smallville, épisode Scare : Warden Anita Stone
- 2005-2006 : Les 4400, 23 épisodes : Nina Jarvis
- 2005 : The L Word, épisode Luminous : Meryl Rothman
- 2006- 2011 : Supernatural, 9 épisodes : Ellen Harvell / Ellen Singer
- 2007 : Battlestar Galactica, saison 3, épisode Grève générale : Pollux
- 2010 : Human Target : La Cible, saison 1, épisode Baptiste : Lynch
- 2010-2011 : V, 3 épisodes
- 2022 : Devil in Ohio: Rhoda Morrison

#### Téléfilms
- 2000 : Le Faussaire de Brad Turner : Lauren
- 2004 : Le Ranch de Susan Seidelman : Taylor
- 2007 : Le Regard d'une mère de Michael Scott : Shawna
- 2007 : L'Œil du danger de Robert Malenfant : Hines
- 2008 : Tornades sur New York de Tibor Takács : la journaliste Lillian Herris
- 2008 : Impact de Mike Rohl : Renée Ferguson
- 2010 : Icarus de Dolph Lundgren : Kerr
- 2012 : La Guerre des cookies de Robert Iscove : Hazel

##### Série de téléfilms
- 2015-2020 : Enquêtes gourmandes (The Gourmet Detective) : Capitaine Forsyth
  - 2015 : Enquêtes gourmandes : Meurtre au menu (The Gourmet Detective) de Scott Smith
  - 2015 : Enquêtes gourmandes : Meurtre quatre étoiles (The Gourmet Detective: A Healthy Place to Die) de Scott Smith
  - 2016 : Enquêtes gourmandes : Meurtre al dente (The Gourmet Detective: Death Al Dente) de Terry Ingram
  - 2017 : Enquêtes gourmandes : Festin mortel (The Gourmet Detective: Eat, Drink & Be Buried) de Mark Jean
  - 2020 : Enquêtes gourmandes : Le secret du chef (The Gourmet Detective: Roux the Day) de Mark Jean